# 滄浪泉園
滄浪泉園（そうろうせんえん）は、東京都小金井市にある有料の庭園、緑地保全地区。波多野承五郎の別荘の一部が庭園として残されたもので、名称は犬養毅の命名による。

## 由来
当地では後期旧石器時代からの住居遺跡（はけうえ遺跡）が発掘されており、湧水を求めて古くから人が定住していたことが知られる。
実業家で衆議院議員も務めた波多野承五郎は、国分寺崖線の上にあるこの一帯に、1914年に別荘を構え、敷地面積3.3haほどの庭園を営んだ。1919年には、犬養毅がここを訪れ、「手や足を洗い、口をそそぎ、俗塵に汚れた心を洗い清める、清々と豊かな水の湧き出る泉のある庭」という意味を込めて「滄浪泉園」と命名した。後には犬養の直筆を写した、石の門標が設けられた。
昭和に入った後、1920年代後半に、三井鉱山の経営者である川島三郎が所有するようになり、第二次世界大戦後は、川島家が継承していた。
1950年に発表された大岡昇平の小説『武蔵野夫人』に登場する「はけ」の家は、滄浪泉園をモデルとしたものとされることがあるが、これには否定的な見解もある。
その後、宅地開発の波にさらされ、滄浪泉園の敷地は、会社の寮や一般の宅地として切り売りされ、1975年の時点で既に往時の3分の1にまで縮小していた。さらに、1975年11月には、残る一帯を開発して高層マンションを建設する計画が明らかになり、小金井市に敷地の買い上げを求める声が上がった。1976年に結成された「滄浪泉園の保全を押し進める会」など、市民や研究者らによる保存運動が功を奏し、現在の滄浪泉園の範囲は保全されることとなった。
東京都は8億円を投じ、残されていた敷地を段階的に買収して、1977年に都市緑地保全法に基づく「緑地保全地区」に指定した上で、「自然緑地」として小金井市に滄浪泉園の管理を委ねた。1978年1月から管理を委ねられた小金井市は、1億5千万円をかけて園内を整備し10月1日に開園したが、2ヶ月で公開をやめ、さらに整備をした後、翌1979年10月に改めて緑地として開園とした。
現在は、都市緑地法に基づく「特別緑地保全地区」となっており、有料で公開されている。

## 地形と植生
滄浪泉園の入口は、敷地の中の高い部分に位置しており、そこから坂を下って国分寺崖線の下に出ると湧水を集めた池がある。滄浪泉園の湧水は、東京都の代表的な湧水のひとつとされ、東京の名湧水57選にも選ばれている。1985年の時点では、池にはコイ、フナ、タナゴ、ドジョウなどが生息しているとされた。
敷地内には、ブナやケヤキ、高さ20mほどもあるアカマツやスギなどが茂っており、モミジなどの紅葉の名所としても知られている。千本ほどの樹木があるとされる雑木林の樹種は、あわせて135種類とされ、十数種類の野鳥が観察されるという。
敷地内には水琴窟がある。

## ギャラリー

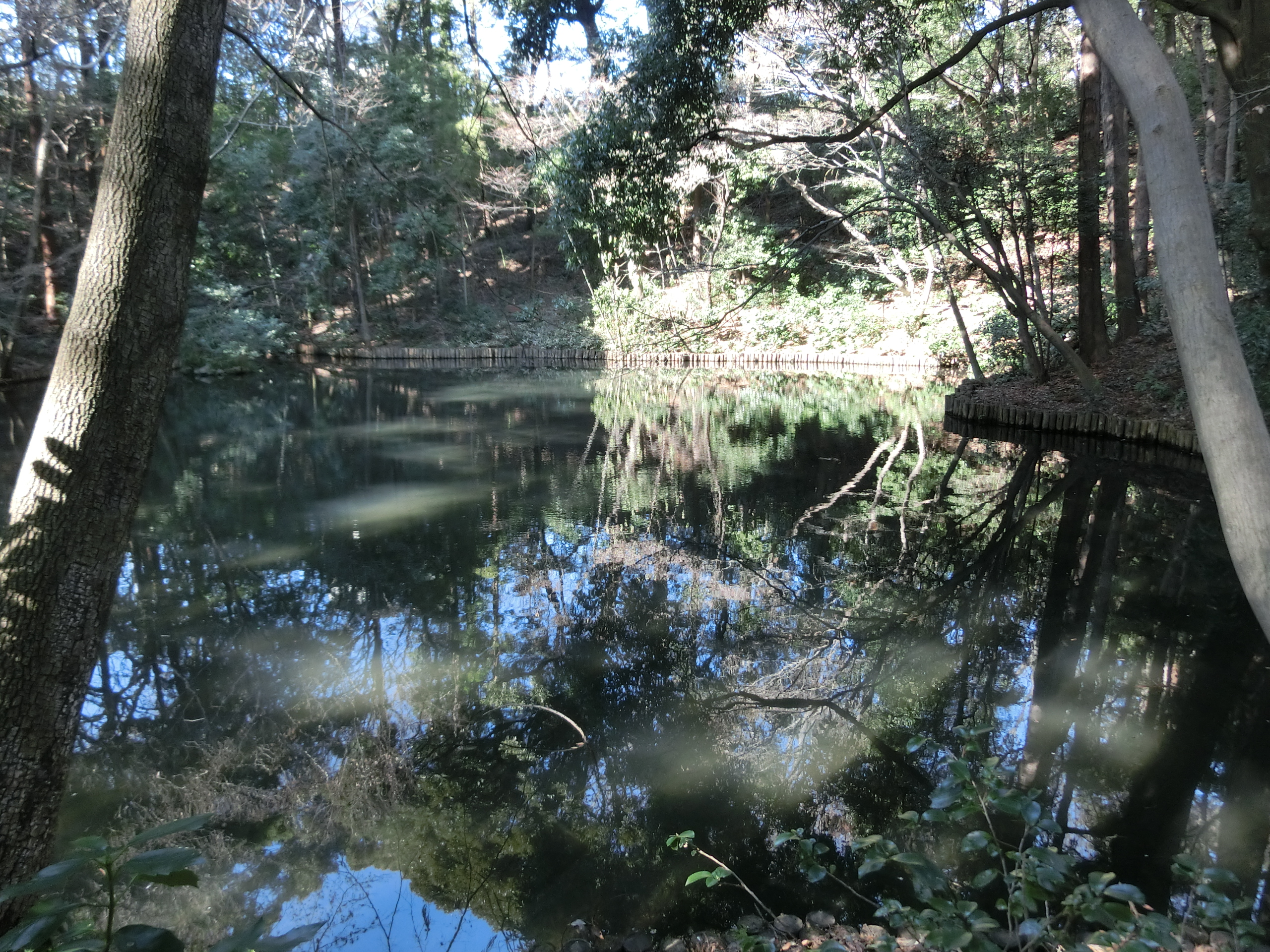
池
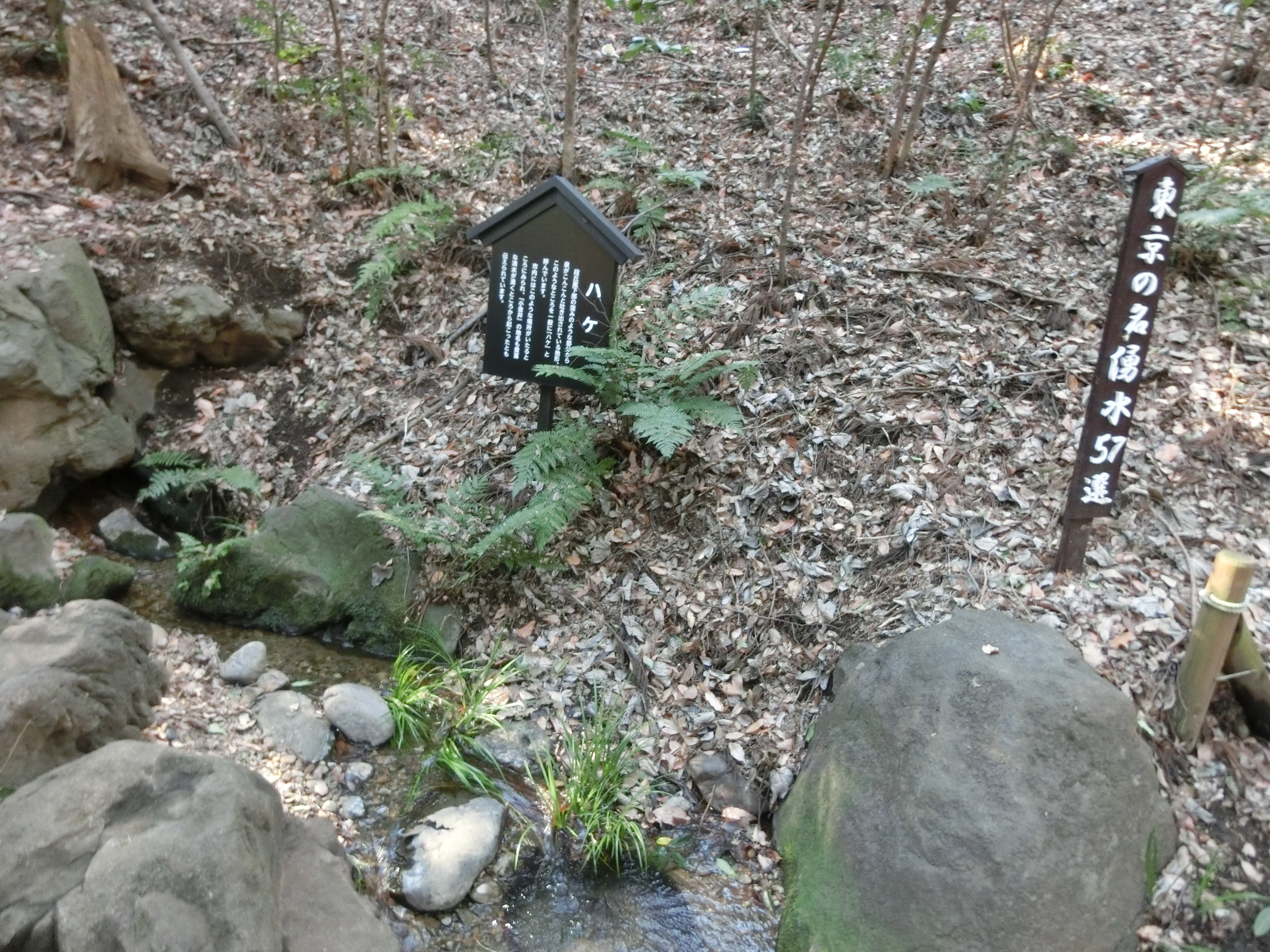
湧水
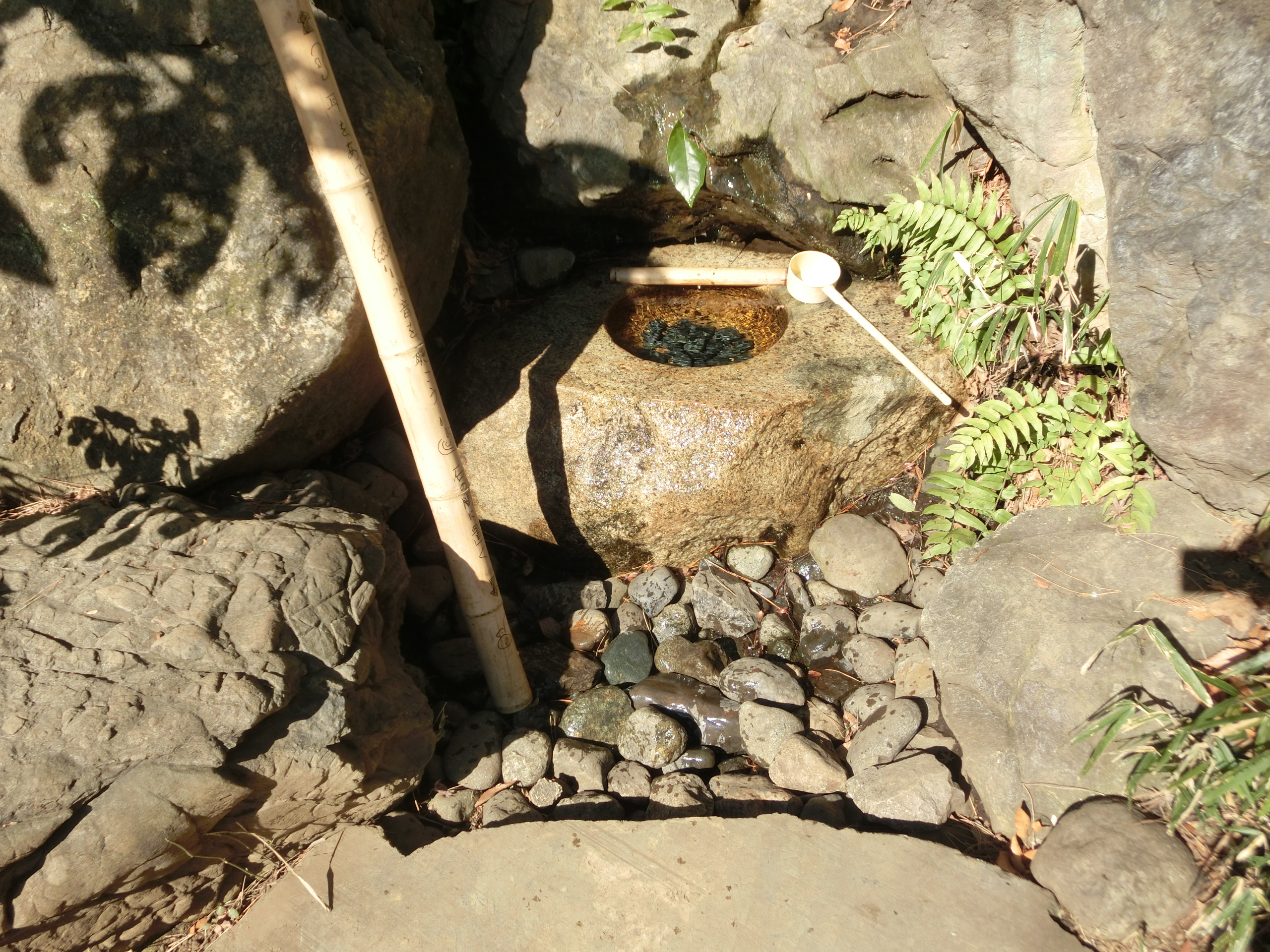
水琴窟